# ميليسا إثيريدغ
ميليسا إثيريدغ (بالإنجليزية: Melissa Etheridge)‏ هي ملحنة وموسيقية ومغنية وعازفة قيثارة ومغنية مؤلفة أمريكية، ولدت في 29 مايو 1961 في ليفنوورث في الولايات المتحدة.

## وصلات خارجية
- الموقع الرسمي
- ميليسا إثيريدغ على موقع IMDb (الإنجليزية)
- ميليسا إثيريدغ على موقع الموسوعة البريطانية (الإنجليزية)
- ميليسا إثيريدغ على موقع روتن توميتوز (الإنجليزية)
- ميليسا إثيريدغ على موقع ميوزك برينز (الإنجليزية)
- ميليسا إثيريدغ على موقع رولينغ ستون (الإنجليزية)
- ميليسا إثيريدغ على موقع رولينغ ستون (الإنجليزية)
- ميليسا إثيريدغ على موقع قاعدة بيانات برودواي على الإنترنت (الإنجليزية)
- ميليسا إثيريدغ على موقع إن إن دي بي (الإنجليزية)
- ميليسا إثيريدغ على موقع أول ميوزيك (الإنجليزية)
- ميليسا إثيريدغ على موقع ديسكوغز (الإنجليزية)